# اروین اسکلا
اروین اسکلا (آلبانیایی: Ervin Skela؛ زادهٔ ۱۷ نوامبر ۱۹۷۶) بازیکن فوتبال اهل آلبانی بود.
از باشگاه‌هایی که در آن بازی کرده‌است می‌توان به باشگاه فوتبال والدهوف مانهایم، باشگاه فوتبال آرمینیا بیله‌فلد، باشگاه فوتبال آسکولی، باشگاه فوتبال انرژی کوتبوس، باشگاه فوتبال کمنیتس، باشگاه فوتبال آینتراخت فرانکفورت، باشگاه فوتبال ارتسگبیرگ آئو، باشگاه فوتبال کایزرسلاوترن، باشگاه فوتبال تیرانا، و باشگاه فوتبال یونیون برلین اشاره کرد.
وی همچنین در تیم ملی فوتبال آلبانی بازی کرده‌است.